# Veikko Nyqvist
Veikko Nyqvist (Karl Veikko Valdemar Nyqvist; * 9. August 1916 in Helsinki; † 10. August 1968 ebd.) war ein finnischer Diskuswerfer.
1946 gewann er Bronze bei den Leichtathletik-Europameisterschaften in Oslo. Bei den Olympischen Spielen 1948 in London wurde er Sechster und bei den Olympischen Spielen 1952 in Helsinki Zwölfter.
Viermal wurde er Finnischer Meister im Diskuswurf (1943, 1945, 1946, 1949) und einmal im Kugelstoßen (1942).

## Persönliche Bestleistungen
- Kugelstoßen: 14,85 m, 20. September 1943, Helsinki
- Diskuswurf: 50,97 m, 16. September 1951, Helsinki